# Vasárnapi Ujság (hetilap, 1854–1921)
A Vasárnapi Ujság 1854–1921 között megjelenő képes, ismeretterjesztő hetilap. Olyan magyar néplap volt, amelynek célja a nemzeti szellem ápolása, a magyar nyelvművelés, és mindenféle közhasznú ismeretek közreadása. A rendkívül sikeres hetilap írói között a korszak legnépszerűbb tollforgatói, kiemelkedő magyar tudósai szerepeltek.

## Története
A lapot Heckenast Gusztáv – mint kiadó-tulajdonos – 1854 márciusában indította el. A Vasárnapi Ujság melléklapja 1855–1867 között a Politikai Újdonságok. Heckenast virágzó vállalkozását 1873-ban eladta az akkor megalakult Franklin Társulatnak. Ettől kezdve a Franklin adta ki a hetilapot.
A lap neve – Vasárnapi Ujság – Brassai Sámueltől származik, aki még 1848 előtt egy hasonló nevű és koncepciójú kolozsvári újság alapítója és szerkesztője volt.
Az újság szerkesztősége 1868-1873 között a Károlyi-kert mellett, a Magyar utca felőli oldalon lévő bérházban volt, amit 1897 körül lebontottak. Ezután egészen 1897-ig szintén a Károlyi-kert melletti, de az Egyetem utca felőli oldalon állt bérház második udvarában (kilátással a kertre) volt a szerkesztőség mindaddig, míg ezt a házat is le nem bontották 1898-ban. Mindkét házbontásnak az volt az oka, hogy az épületek helyén új utcát nyissanak, mely ma a Henszlmann Imre utca nevet viseli.

## A digitális Vasárnapi Ujság
A lap teljes anyaga szabadon hozzáférhető online HTML és PDF formátumban az Elektronikus Periodika Archívumban.

## Felelős szerkesztői
- 1854–1867: Pákh Albert

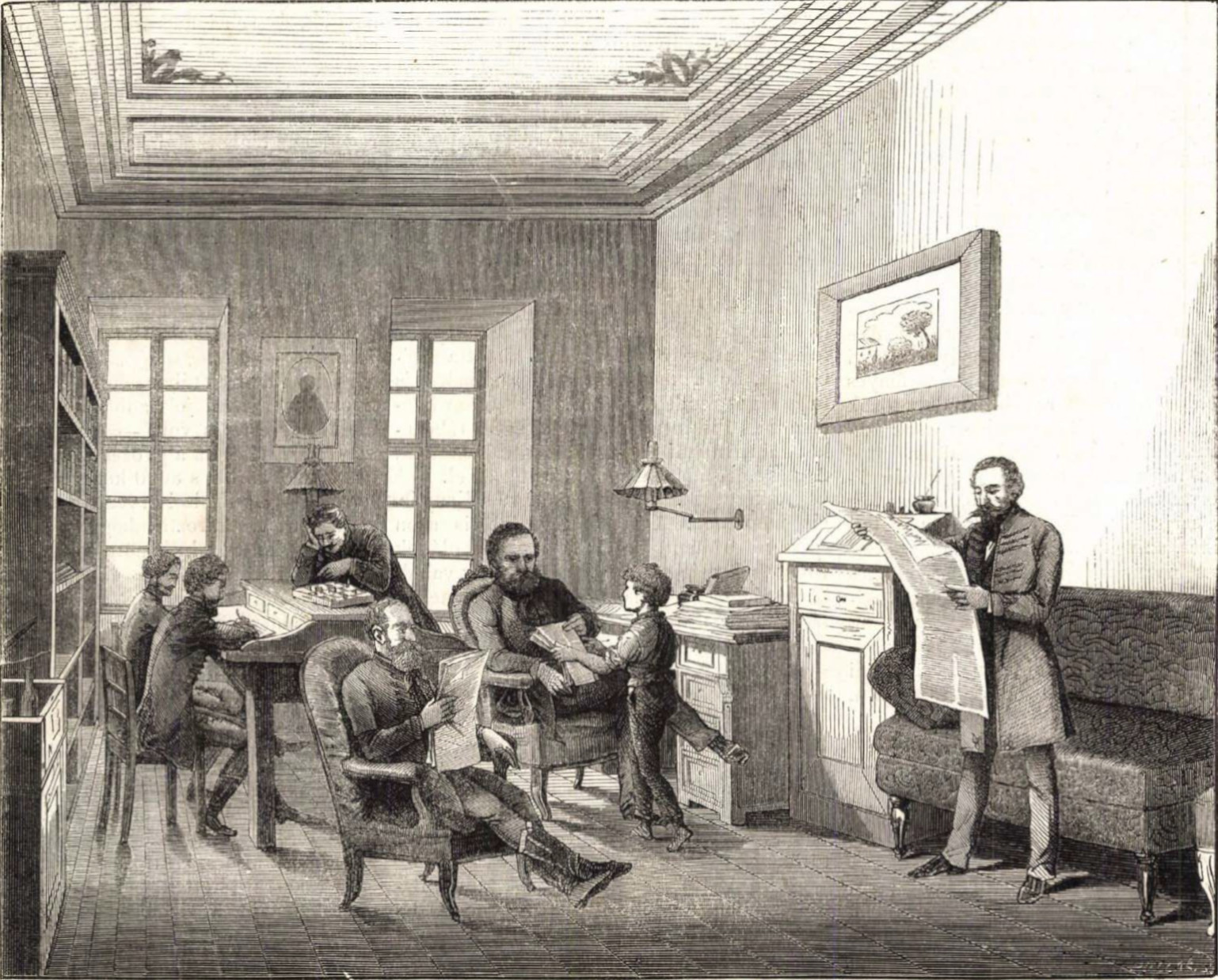
A Vasárnapi Ujság szerkesztői irodája 1863-ban (Pollák Zsigmond metszete)

- 1855–1856: Jókai Mór ideiglenesen, a betegeskedő Pákh Albert helyett
- 1867: Heckenast Gusztáv (ideiglenesen)
- 1867–1905: Nagy Miklós
- 1905–1921: Hoitsy Pál

## A lap nevezetesebb munkatársai és szerzői
Jókai Mór, Gyulai Pál, Brassai Sámuel, Arany János, Tompa Mihály, Szemere Miklós, Szász Károly, Vajda János, Ipolyi Arnold, Rómer Flóris, Vámbéry Ármin, Salamon Ferenc, Szilágyi István, Szabó Károly, Pauer Gyula, Nagy Iván, Thaly Kálmán, P. Szathmáry Károly, Zilahy Károly, Beöthy Zsolt, Kenessey Albert, Kelety Gusztáv, Szinnyei József, Herman Ottó, György Endre, Cseresnyés István, Pollák Zsigmond.